# Triplopus
Il triplopodo (gen. Triplopus) è un mammifero perissodattilo estinto, affine ai rinoceronti. Visse tra l'Eocene medio e l'Eocene superiore (circa 45 - 33 milioni di anni fa) e i suoi resti fossili sono stati ritrovati in Nordamerica e in Asia.

## Descrizione
Questo animale era di piccole dimensioni se rapportato ad altri rinocerotoidi successivi, e non superava il metro e mezzo di lunghezza. Era dotato di lunghe zampe particolarmente snelle, ancor più adatte alla corsa rispetto a quelle del successivo (e per certi versi assai simile) Hyracodon. Triplopus, come indica il nome, possedeva già zampe dotate di tre dita, e il radio e il cubito erano in proporzione più lunghi di quelli di qualunque altro rinocerotoide. 
Il cranio possedeva una bolla timpanica ossificata e una dentatura completa. I canini erano più grandi degli incisivi, e i molari avevano la tipica struttura che si riscontra nei rinoceronti; i molari superiori erano privi di cingula interni, con i parastili uniti, più indipendenti di quelli dei veri rinoceronti. L'ectolofo del secondo molare superiore era molto più obliquo rispetto alla fila dentaria di quello del primo molare; il terzo molare superiore aveva un metalofo ridotto. I premolari avevano una struttura primitiva, una forma subtriangolare e due creste trasversali riunite lingualmente.

## Classificazione
Il genere Triplopus venne istituito da Edward Drinker Cope, sulla base di resti fossili ritrovati in Wyoming in terreni dell'Eocene medio; la specie tipo è Triplopus cubitalis. Altre specie rinvenute in Nordamerica sono T. implicatus (Eocene medio del Wyoming, Colorado, Texas e Utah, precedentemente descritta da Cope come Hyrachyus implicatus), T. obliquidens (Utah e Wyoming), T. rhinocerinus (Utah e Montana) e T. woodi (California). Altre specie attribuite a Triplopus sono state ritrovate in Asia, ma forse solo T. jeminaiensis dell'Eocene superiore della Cina è ascrivibile al genere Triplopus.

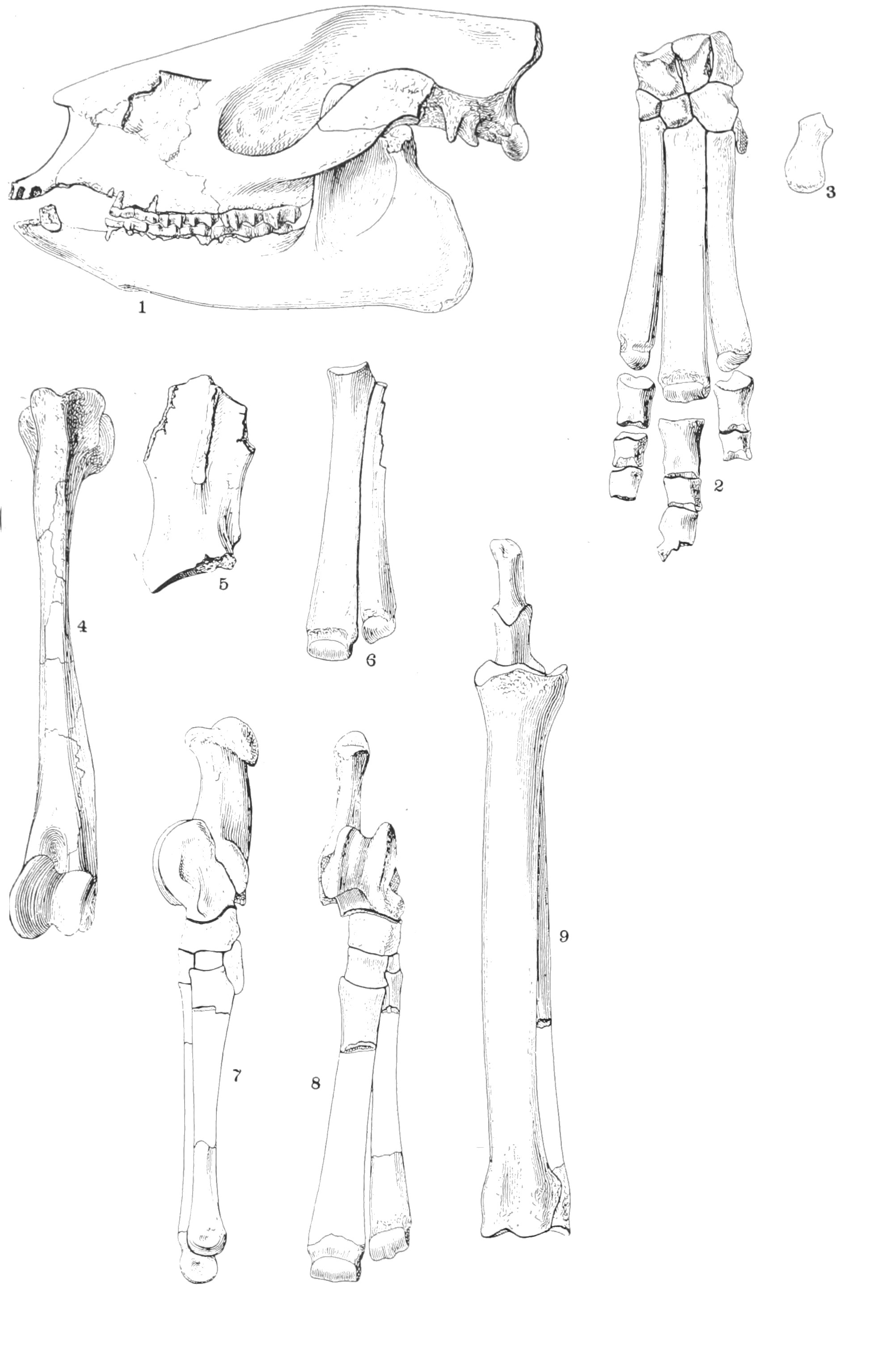
Fossili di Triplopus obliquidens

Triplopus è un membro degli iracodontidi, un gruppo di perissodattili affini ai rinoceronti veri e propri, che nel corso del Terziario inferiore svilupparono un notevole adattamento alla corsa. Triplopus, in particolare, è il genere eponimo dei Triplopodinae, una sottofamiglia di iracodonti che già nel corso dell'Eocene aveva portato all'estremo questi adattamenti.

## Paleobiologia
Triplopus doveva essere un animale molto veloce e agile, adatto a correre sui terreni moderatamente morbidi dell'Eocene nordamericano.